# 竹内虎松
15代 竹内 虎松（たけうち とらまつ、1862年6月11日（文久2年5月14日） - 1914年（大正3年）5月2日）は日本の政治家。衆議院議員（1期）

## 経歴
1862年に地元の旧家である竹内家の15代目に生まれる。始め文辰と称したが、1890年3月に虎松に改名した。柳田小学校を卒業し、同校の教員を務めた後、柳田村役場書記となった。1890年1月に石川県会議員補欠選挙に当選し、1891年10月の満期に至った。1893年11月に再選され1894年11月に辞職した。1896年3月に百萬梅治代議士の死去に伴う補欠選挙に出馬し当選、1897年12月の解散に至った。七尾鉄道敷設や鉱山採掘に尽くし、また家業である能登馬の生産に尽力した。晩年は病を患い1914年に死去した。

## 註釈
1. ↑  『官報』第3849号、明治29年5月1日